# Caio Júlio Prisco
Caio Júlio Prisco (em latim: Gaius Julius Priscus) foi um oficial militar e membro da Guarda Pretoriana do Império Romano durante o reinado de Gordiano III.

## História
Prisco nasceu na província romana da Síria, possivelmente em Damasco, filho de Júlio Marino, um cidadão romano que provavelmente tinha alguma importância. O nome de sua mãe é desconhecido, mas seu irmão era Marco Júlio Filipe, que depois tornar-se ia famoso Filipe, o Árabe. Prisco provavelmente era mais velho que Filipe, pois a os últimos anos da carreira deste foram direcionados por Prisco. De acordo com diversas inscrições, Prisco foi prefeito da província da Mesopotâmia, procurador da Macedônia, o segundo em comando na província do Egito. Além disso, ele também tinha alguma responsabilidade jurídica em Alexandria. Prisco tornou-se membro da Guarda Pretoriana em 242, durante a campanha persa de Gordiano III, e, quando Timesiteu - o prefeito pretoriano - morreu, em 243, Prisco convenceu o imperador a substituí-lo pelo seu irmão, Filipe. Por um ano, Prisco e Filipe serviram como regentes de facto de Gordiano III.
Quando ele foi morto por soldados amotinados em 244, Filipe ascendeu ao trono. Como irmão e aliado, Prisco assumiu o controle do oriente enquanto Filipe marchou para Roma. Prisco era o poder supremo nas províncias orientais e tinha o título de rector orientis, apesar de um comando severo e opressivo. Seguindo os conselhos do irmão, Prisco arrecadou impostos com tanta eficiência que, finalmente, provocaram a revolta de Jotapiano, um dos usurpadores do reinado de Filipe. Aparentemente, Prisco conseguiu conter a revolta, mas nada mais se sabe sobre Prisco depois da revolta de Jotapiano e não se sabe como e quando ele morreu.